# Asuka (worstelaar)
Kanako Urai (Osaka, Japan, 26 september 1981), beter bekend als Asuka, is een Japans professioneel worstelaar die sinds 2015 actief is in de World Wrestling Entertainment. Ze maakt deel uit van de worstelgroep Damage CTRL.
Urai stond bekend onder haar ringnaam Kana. Ze kwam uit voor veschillende en voornamelijk vrouwelijke worstelrpomoties in Japan. Ze kwam onder andere uit voor JWP Joshi Puroresu, NEO Japan Ladies Pro-Wrestling, Pro Wrestling Wave, Reina Joshi Puroresu en Smash. Ze heeft talloze kampioenschappen aan haar prijzenkast toegevoegd.
Vanaf 2015 komt ze uit voor WWE. Ze heeft tot nu toe groot succes geboekt bij de federatie. Ze is een voormalige NXT Women's Champion en WWE SmackDown Women's Champion, 3-voudig WWE Raw Women's Champion en een 4-voudig WWE Women's Tag Team Champion, waarvan twee keer met Kairi Sane. Hiermee voltooid ze de prestaties Triple Crown Champion en Grand Slam Champion. In 2018 won ze de traditionele Royal Rumble wedstrijd, in 2020, tijdens de coronapandemie, de Money in the Bank ladder match en in 2023 de welbekende Elimination Chamber match.
Sinds 2019 heeft ze haar eigen YouTube-kanaal genaamd KanaChanTV gericht op gaming- en haar levensstijl.

## Andere media

### WWE 2K
| Jaar | Game                 | Opmerkingen |
| ---- | -------------------- | ----------- |
| 2016 | WWE 2K17             | Debuut      |
| 2017 | WWE 2K18             | —           |
| 2018 | WWE 2K19             | —           |
| 2019 | WWE 2K20             | —           |
| 2019 | Brawlhalla           | —           |
| 2020 | WWE 2K Battlegrounds | —           |
| 2022 | WWE 2K22             | —           |
| 2022 | Fall Guys            | —           |
| 2023 | WWE 2K23             | —           |
| 2024 | WWE 2K24             | —           |

## Prestaties
- CBS Sports
  - WWE Match of the Year (2018) vs. Becky Lynch en Charlotte Flair bij TLC: Tables, Ladders & Chairs[8]
- DDT Pro-Wrestling
  - Ironman Heavymetalweight Championship (5 keer)[9]
- JWP Joshi Puroresu
  - JWP Openweight Championship (1 keer)[9]
  - JWP Year-End Award (2 keer)
    - Best Bout Award (2013) vs. Arisa Nakajima op 15 december 2013[10]
    - Enemy Award (2013)[11]
- Kuzu Pro
  - Kuzu Pro Diva Championship (1 keer)
- NEO Japan Ladies Pro-Wrestling
  - NEO Tag Team Championship (1 keer)[12][9] – met Nanae Takahashi
- Osaka Joshi Pro Wrestling
  - One Day Tag Tournament (2011)[13] – met Mio Shirai
- Pro Wrestling Illustrated
  - Gerangschikt op #1 van de top 50 vrouwelijke worstelaars in de PWI Female 50 in 2017[10]
  - Gerangschikt op #9 van de top 50 tag teams in de PWI Tag Team 50 in 2020 met Kairi Sane[14]
  - Woman of the Year (2017)[10]
- Pro Wrestling Wave
  - Wave Tag Team Championship (2 keer)[9] – met Ayumi Kurihara (1) en Mio Shirai (1)
  - Catch the Wave (2011)[13]
  - Dual Shock Wave (2011)[13] – met Ayumi Kurihara
- Reina Joshi Puroresu
  - Reina World Tag Team Championship (1 keer)[9] – en Arisa Nakajima
  - Reina World Women's Championship (1 keer)[9]
  - Reina World Tag Team Championship Tournament (2014)[13] – met Arisa Nakajima
- Rolling Stone
  - Eeriest Entrance of the Year (2017)[15]
- Smash
  - Smash Diva Championship (2 keer)[9]
  - Smash Diva Championship Tournament (2011)[13]
- Sports Illustrated
  - Gerangschikt op #5 in de top 10 vrouwelijke worstelaars in 2018[16]
- WWE
  - NXT Women's Championship (1 keer)
  - WWE Women's Championship (3 keer)
  - WWE SmackDown Women's Championship (1 keer)
  - WWE Women's Tag Team Championship (4 keer) – met Kairi Sane (2), Charlotte Flair (1) en Alexa Bliss (1)
  - Women's Money in the Bank (2020)
  - Women's Royal Rumble (2018)
  - 3e Women's Triple Crown Champion
  - 2e Women's Grand Slam Champion
  - Mixed Match Challenge (Seizoen 1)[13] – met The Miz
  - NXT Year-End Award (3 keer)
    - Female Competitor of the Year (2016, 2017)
    - Overall Competitor of the Year (2017)

  - WWE Year-End Award (1 time)
    - Women's Tag Team of the Year (2019) – met Kairi Sane